# Olympische Sommerspiele 1896/Tennis
Bei den I. Olympischen Spielen 1896 in Athen wurden zwei Wettbewerbe der Herren im Tennis ausgetragen. Das Tennisturnier fand im Innenraum des Velodrom Neo Faliro sowie im Athens Lawn Tennis Club statt.
Es nahmen insgesamt zwischen 13 und 15 Athleten aus sechs Nationen teil, darunter sechs Griechen. Einige der Doppelteams wie die Medaillisten waren von verschiedener Nationalität. Keine der Topspieler wie Harold Mahony, Robert Wrenn, William Larned oder Wilfred Baddeley nahmen teil. Um das Hauptfeld zu vergrößern fügten die Veranstalter Sportler anderer Disziplinen hinzu wie den Gewichtheber Momcsilló Tapavicza oder die Leichtathleten George Stuart Robertson, Edwin Flack und Friedrich Adolf Traun.

## Bilanz

### Medaillenspiegel
| Platz | Land                 | Silber | Bronze | Dritter | Gesamt |
| ----- | -------------------- | ------ | ------ | ------- | ------ |
| 1     | Gemischte Mannschaft | 1      | -      | 1       | 2      |
| 2     | Großbritannien       | 1      | –      | –       | 1      |
| 3     | Griechenland         | –      | 2      | 1       | 3      |
| 4     | Ungarn               | –      | –      | 1       | 1      |

### Medaillengewinner
| Disziplin | Silber                                                                    | Bronze                                                                 | Dritter                                                                |
| --------- | ------------------------------------------------------------------------- | ---------------------------------------------------------------------- | ---------------------------------------------------------------------- |
| Einzel    | John Pius Boland (GBR)                                                    | Dionysios Kasdaglis (GRE)                                              | Dionysios Kasdaglis (GRE) Momcsilló Tapavicza (HUN)                    |
| Doppel    | Gemischte Mannschaft John Pius Boland ( GBR) Friedrich Adolf Traun ( GER) | Griechenland Dionysios Kasdaglis ( GRE) Dimitrios Petrokokkinos ( GRE) | Gemischte Mannschaft Edwin Flack ( AUS) George Stuart Robertson ( GBR) |

## Ergebnisse

### Einzel
Datum: 8. bis 11. April
Das Finale im Velodrom Neo Faliro bestritten John Pius Boland und Dionysios Kasdaglis, das Boland in zwei Sätzen gewann. Boland war damit der erste Olympiasieger im Tennis. Ein Spiel um die Bronzemedaille gab es nicht. Insgesamt nahmen 13 Spieler aus sechs Nationen am Einzelwettbewerb teil. Neben dem Finalergebnis ist nur noch überliefert, dass das Match zwischen Friedrich Adolf Traun und Boland 2:3 nach Sätzen ausgegangen ist.

### Doppel
Datum: 8 bis 11. April

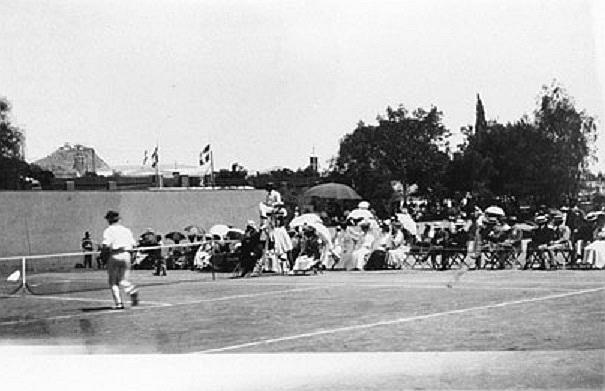
Endspiel im Herren-Einzel zwischen John Pius Boland und Dionysios Kasdaglis

Das Finale im Velodrom Neo Faliro bestritten der Ire John Pius Boland und der Deutsche Friedrich Adolf Traun gegen die Griechen Dionysios Kasdaglis und Dimitrios Petrokokkinos, welches Boland und Traun gewannen. Damit gewann Boland nach dem Einzelwettbewerb auch die Doppelkonkurrenz. Auf Seiten der IOC wird das Team der Silbermedaillengewinner als gemischtes Doppel gewertet, obwohl beide Spieler als Griechen überliefert sind. Ein Spiel um die Bronzemedaille gab es nicht, diese wurde an Edwin Flack und George Stuart Robertson gegeben. Insgesamt nahmen zehn Spieler aus vier Nationen am Doppelwettbewerb teil.
Lediglich die Ergebnisse des Finals sind überliefert.

## Quelle
1. ↑  Athens 1896 Tennis – Results & Videos. In: olympic.org. Abgerufen am 13. August 2016.